# رینالدو ویسنته سیمائو
رینالدو ویسنته سیمائو (به پرتغالی: Reinaldo Vicente Simão) هافبک اهل برزیل است که در شهر سائوپائولو و در تاریخ ۲۳ اکتبر ۱۹۶۸ به دنیا آمده‌است.
رینالدو ویسنته سیمائو در تیم‌های فوتبال Juventude، باشگاه ورزشی اینترناسیونال، کورینتیانس، Portuguesa Desportos، Bellmare Hiratsuka، Portuguesa Desportos، São Caetano، Fenerbahçe، آنکاراگوچو، Goiás سابقهٔ حضور دارد.